# Пам'ятник Тарасові Шевченку (Алмати)
Пам'ятник Тарасу Шевченку в Алмати — один з пам'ятників українському поетові і письменникові, споруджений у південній столиці Казахстану 2000 року. Пам'ятник виконаний у вигляді хвилі, з якої виступає голова поета.

## Історія
Пам'ятник українському поету Тарасу Шевченку розташований на перетині проспекту Достик і вулиці Шевченка в Медеуському районі Алмати. Виконаний з граніту, який був здобутий в Україні — в Житомирській області. Відкрито в честь 9-ї річниці Незалежності України з ініціативи українського посольства в Казахстані й Алматинського акімату.
Біля пам'ятника часто збираються етнічні українці, що проживають в Алмати, які проводять тут пам'ятні заходи й творчі вечори.
Відкриття пам'ятника українському кобзареві в Алмати було не випадковим: Тарас Шевченко перебував в Казахстані у військовому засланні, в укріпленні Новопетрівське на півострові Мангишлак в Мангістауській області, із забороною малювати і писати (1850—1857 роки). Тепер це казахстанське місто називається Форт-Шевченко.
Авторами пам'ятника є українські скульптори під керівництвом Віталія Рожика.

## Пам'ятка історії та культури
10 листопада 2010 року був затверджений новий Державний список пам'яток історії та культури місцевого значення міста Алмати, одночасно з яким всі попередні рішення з цього приводу були визнані такими, що втратили силу. У цій Постанові був збережений статус пам'ятки місцевого значення пам'ятника Шевченку. Межі охоронних зон були затверджені в 2014 році.